# 平都县 (东汉)
平都县，东汉时设置的县。
东汉永元八年（96年），安平县改名为平都县，属豫章郡。治所在今江西安福县东南六十里洋口、城田一带。东汉兴平二年（195年）属庐陵郡。三国吴移治今安福县，为安成郡治。三国吴宝鼎二年（267年），设立安成郡，郡治设平都县，辖安成、平都、宜春、萍乡、新渝、永新6县，属扬州。隋开皇九年（589年），将安复县、平都县合并为安成县。